# Narcissu
narcissu (ナルキッソス Narukissosu) là một visual novel miễn phí được phát hành bởi nhóm dōjin stage-nana vào ngày 1 tháng 8, 2005 dưới hình thức tải xuống từ Internet, chơi trên máy tính cá nhân. Bốn ngày sau, stage-nana ra mắt phiên bản tương tự trên CD-ROM vào ngày 5 tháng 8 năm 2005. Hai câu chuyện bên lề (spin-off) của Narcissu tiếp tục được sản xuất, đó là: narcissu -Side 2nd-, ra mắt lần đầu tại Comiket mùa hè năm 2006 và chính thức phát hành vào ngày 16 tháng 5 năm 2007; spin-off tiếp theo là narcissu 3rd -Die Dritte Welt-, phát hành ngày 27 tháng 4 năm 2009. Kadokawa Shoten đã phát hành một phiên bản trên PlayStation Portable vào ngày 24 tháng 6 năm 2010, có nội dung bao hàm toàn bộ các phiên bản trước đây cộng thêm một số câu chuyện khác. Cốt truyện chính tập trung vào một chàng trai và một cô gái bị mắc bệnh nan y, họ quyết định bỏ trốn khỏi bệnh viện để không phải chết tại đó hay ở nhà. Tựa trò chơi là tên khoa học của chi thủy tiên.
Đây là một tác phẩm mang tính thử nghiệm của nhà biên kịch Kataoka Tomo, nên phần đồ họa được thể hiện khá đơn giản. Cách chơi của narcissu theo lối tuyến tính và không có sự lựa chọn nào như những visual novel truyền thống, hay còn gọi là "kinetic novel". Người chơi chỉ cần nhấp chuột hoặc đặt ở chế độ tự động để thưởng thức kịch bản. Kataoka đã cho phép biên dịch tác phẩm của ông sang các ngôn ngữ khác mà không cần thêm điều kiện nào; hiện narcissu đã được bản địa hóa không chính thức bằng tiếng Anh, tiếng Hoa, tiếng Pháp, tiếng Hàn, tiếng Nga và tiếng Việt. Tất cả các bản trên đều cho phép tải về miễn phí từ Internet; phiên bản web có đồ họa và chất lượng âm nhạc thấp hơn để tiết kiệm băng thông.

## Cách chơi

Ảnh chụp màn hình một cảnh trong narcissu, dòng chữ trên màn hình là lời độc thoại của nhân vật nam chính, thể hiện cảnh tầng thứ bảy của bệnh viện.

Không mang phong cách của các visual novel truyền thống, người chơi không hề có sự lựa chọn nào trong narcissu để thay đổi hướng đi của cốt truyện, dẫn đến chỉ có một kết thúc duy nhất, hay còn gọi là "kinetic novel". Thao tác duy nhất của người chơi là ấn nút đi tiếp khi đã đọc xong hết những dòng chữ xuất hiện trên màn hình, thường mô tả đoạn đối thoại giữa hai nhân vật hoặc suy nghĩ nội tâm của nhân vật nam mà người chơi đang đóng vai; ngoài ra còn có nút đặt chế độ chơi tự động. Chính vì điều này mà những game thủ không thật sự đang chơi một trò chơi điện tử, chính xác hơn là họ giống như đang nghe CD nhạc hay xem phim DVD. Trò chơi này còn có thể được lưu lại ở bất cứ thời điểm nào bằng cách sử dụng 20 ngăn chứa có sẵn, người chơi cần phải nhấp chuột phải để hiện bảng điều khiển, họ cũng có thể trở lại các điểm lưu bằng một trong các ngăn đã lưu trước đó bất kỳ lúc nào.
Trong phiên bản tích hợp narcissu -Side 2nd- (chứa cả câu chuyện mới và phần một của tác phẩm), sau khi người chơi đã hoàn thành cả hai phần kịch bản ít nhất một lần, một lời bạt hoàn toàn mới kèm danh sách nhân viên sản xuất đầy đủ sẽ xuất hiện trên màn hình chính. Dù ở phiên bản nào, game thủ cũng có thể nghe các bản nhạc nền trong trò chơi nhờ một bảng điều khiển gọi là "Sound Mode", nhạc sẽ tự động phát khi ấn vào tựa bài. Trong -Side 2nd-, soundtrack trong phần thứ hai cũng kèm luôn các bản nhạc trong phần mở đầu, và game thủ có thể dễ dàng chọn lựa nhạc phẩm theo phần kịch bản.